# چه کسی (ترانه جیمین)
«چه کسی» (انگلیسی: Who) ترانه‌ای از خوانندهٔ اهل کره جنوبی جیمین است که در ۱۹ ژوئیه ۲۰۲۴ به‌عنوان دومین تک‌آهنگ از دومین آلبوم او میوز توسط بیگ هیت منتشر شد.

## زمینه و موفقیت
در ۱۸ ژوئیه ۲۰۲۴، این ترانه به‌عنوان آهنگ اصلی از دومین آلبوم استودیویی او میوز با اجرایی در همان روز مشخص شد. در ۲۲ ژوئیه، اجرای از پیش ضبط شدهٔ این آهنگ در برنامه امشب با اجرای جیمی فلن که قبل از سربازی او در دسامبر ۲۰۲۳ ضبط شده بود، پخش شد. این اجرا جیمین را نشان می‌دهد که «در کنار رقصنده‌ها» در یک انبار متروکه در مقابل تابلویی که روی آن نوشته شده «Who» اجرا می‌کند.